# László Magyar (nuotatore)
László Magyar (30 marzo 1936) è un ex nuotatore ungherese.
Ha partecipato ai Giochi di Melbourne 1956, gareggiando nei 100m dorso.
Nel 1954 ai Campionati europei di nuoto ha vinto 1 argento, gareggiando nei 100m dorso.
Nel 1958 ai Campionati europei di nuoto ha vinto 1 argento nella Staffetta 4x100m mista.